# 舞伝男
舞 伝男（傳男、まい でんお、1885年（明治18年）6月20日 - 1974年（昭和49年）10月15日）は、日本の陸軍軍人。最終階級は陸軍中将。

## 経歴
大分県出身。農業・舞多十郎の息子として生まれる。竹田中学校（現大分県立竹田高等学校）を経て、1907年（明治40年）5月、陸軍士官学校（19期）を卒業。同年12月、陸軍歩兵少尉に任官し歩兵第47連隊付となる。1919年（大正8年）11月、陸軍大学校（31期）を卒業し歩兵第47連隊中隊長に就任。
以後、参謀本部付勤務、参謀本部員、陸大教官兼参謀本部員、イギリス出張などを経て、1931年（昭和6年）8月、歩兵大佐に昇進し陸大教官に就任。
1933年（昭和8年）3月、歩兵第9連隊長に就任し、第1師団参謀長を経て、1936年（昭和11年）3月、陸軍少将に進級し第1師団司令部付となる。その後、留守第1師団司令部付、歩兵第22旅団長、関東軍野戦鉄道司令官、兼第2野戦鉄道司令官を経て、1939年（昭和14年）3月、陸軍中将に進み新設の第36師団長に親補され、日中戦争に出征した。1940年（昭和15年）8月、参謀本部付となり、翌月、待命となり予備役に編入された。
1947年（昭和22年）11月28日、公職追放仮指定を受けた。

## 親族
- 長男 舞敏方（陸軍少佐、陸将）[1]